# Жукля
Жу́кля (укр. Жукля) — село в Корюковском районе Черниговской области Украины. Население 510 человек. Занимает площадь 3,342 км².
Код КОАТУУ: 7422483001. Почтовый индекс: 15334. Телефонный код: +380 4657.

## Администрация
Орган местного самоуправления — Жуклянский сельский совет. Почтовый адрес: 15334, Черниговская обл., Корюковский р-н, с. Жукля, Центральная, 11.

## История
Основано в начале XVI века переселенцами из Литвы. Длительное время село принадлежало семье Апостолов и последний выборный гетман Левобережной Украины Даниил Апостол числится среди его владельцев. После пресечения рода Апостолов, село перешло к их родственникам Синельниковым, а позднее с породнившимися с ними Комстадиусам.
В XIX веке находилось в составе Холменской волости Сосницкого уезда Черниговской губернии.
В 1911—1913 годах Николаем Николаевичем Комстадиусом по эскизам великого князя Петра Николаевича и проекту архитектора А. Е. Белогруда (в качестве его помощника выступил П. Е. Княгиницкий) в селе была построена Покровская церковь. Заказанный Н. Н. Комстадиусом в Греции иконостас не был доставлен, так как судно, перевозившее церковное имущество, затонуло в период Первой мировой войны. В 1934 году церковь была закрыта. Спустя несколько лет после открытия, церковь в 2009 году стала объектом разногласия между УПЦ МП и УПЦ КП и в настоящее время принадлежит юрисдикции Православной церкви Украины.
Сохранилось двухэтажное здание школы, построенной Н. Н. Комстадиусом. Усадебный дом Комстадиусов был сожжён в 1918 году.